# Rampur (Himachal Pradesh)
Rampur – miasto w północnych Indiach w stanie Himachal Pradesh, w zachodnich Himalajach.
Populacja miasta w 2001 roku wynosiła 5653 mieszkańców.